# Франко-ірландські відносини

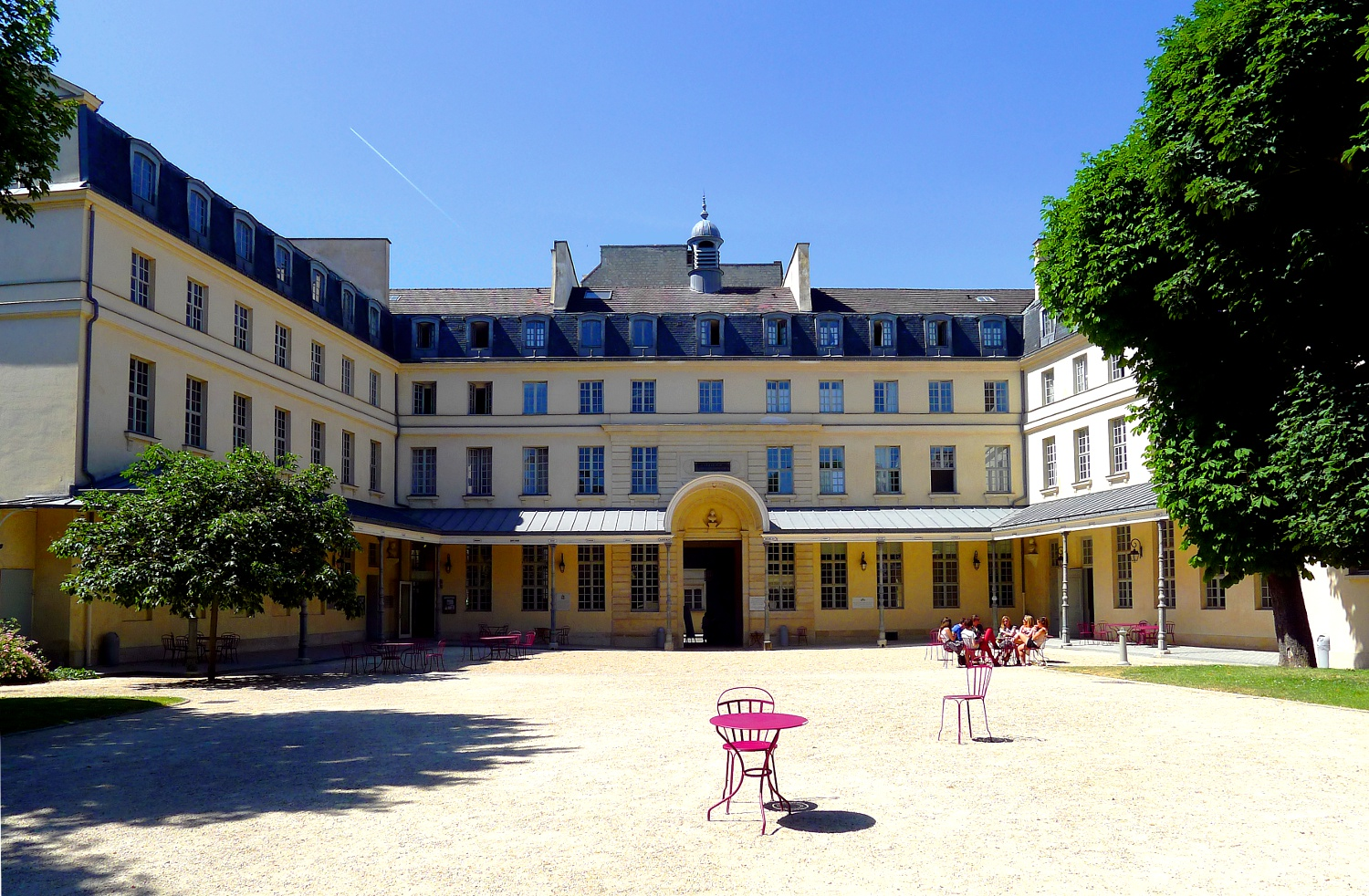
Колишній Ірландський коледж у Парижі (президентський день Ірландського культурного центру)

Франко-ірландські відносини це поточні та історичні взаємини між Францією та Ірландією. Обидві країни є членами Ради Європи, Європейського Союзу та Організації економічного співробітництва та розвитку.

## Історія
Франція та Ірландія мають давню історію відносин, що породила близькість між Ірландією та Францією, між ними з давніх часів завжди була двостороння міграція. У 1578 році в Парижі було створено Ірландський коледж, що був, свого роду, католицькою школою для навчання ірландських студентів. У 1689 р. Франція підтримала Ірландію під час війни двох королів за повернення англійського короля Якова II. Після Лімерицького договору протягом наступних сотень років французька армія включить до своєї армії ірландську бригаду. Ірландців, які воювали за Францію (та інші зарубіжні країни), стали називати Дикими гусами. Багато ірландських солдатів також подорожували та служили з французами в розвідці та колонізації Нової Франції.
У 1796, натхненне Великою французькою революцією, Товариство об'єднаних ірландців розпочало повстання проти британського правління в Ірландії, яке стало відомим як Ірландське повстання 1798 р., яке очолив ірландський борець-революціонер Волф Тон. Франція підтримала ірландський заколот і в грудні 1796 року надіслала експедицію Ірландії з 12 000 солдатів до Бантрі-Бей (графство Корк); проте солдати так і не змогли висадитися, оскільки тут їх чекало 40 000 британських військових. У серпні 1798 р. Французький флот висадився в затоці Кілла-Бей (графство Мейо) з 1060 солдатами під командуванням генерала Жана Жозефа Амабля Юмбера. Ірландські повстанці приєдналися до французів проти англійців, але програли в битві при Баллінамуку у вересні 1798 року. Ірландські повстанці були страчені, тоді як французькі солдати вижили та були репатрійовані назад до Франції. Наслідок боротьби став відомий як Bliain na bhFrancach (Рік французів). У 1803 р. Наполеон Бонапарт створив Ірландський легіон, який воював за Францію в кампанії Вальчерен і під час Піренейської війни. Легіон був розформований у 1815 році. У 1873 році Патріс де Мак-Магон став першим президентом Франції ірландського походження.
У складі Британської імперії ірландські солдати воювали у Франції під час Першої світової війни (1914—1918 рр.), а ірландські війська воювали в битві на Соммі. У 1922 р. Ірландська Вільна держава отримала незалежність від Великої Британії. У 1929 році Ірландія відкрила в Парижі дипломатичну легацію і призначила Джеральда Едварда О'Келлі де Галлах та Тайколі першим міністром Ірландії у Франції. У 1930 році Франція відкрила свою першу дипломатичну легацію в Дубліні. Під час Другої світової війни (1939—1945) Ірландія залишалася офіційно нейтральною. Приблизно 50 ірландських чоловіків і жінок приєдналися до Руху опору у Франції, зокрема, ірландський письменник Семюел Беккет. Після закінчення війни обидві країни модернізували свої дипломатичні легації до посольств.
У 1969 р. Президент Франції Шарль де Голль здійснив офіційний візит до Ірландії та зустрівся з президентом Ірландії Еймоном де Валерою. З моменту встановлення дипломатичних зносин взаємини між Францією та Ірландією були тісними, і обидві країни співпрацювали в рамках Європейського Союзу. Франція — четвертий за величиною ринок туризму в Ірландії. 9000 громадян Франції проживають в Ірландії та 15 000 громадян Ірландії мешкають у Франції.

## Державні візити
Візити президента з Франції до Ірландії
- Президент Шарль де Голль (1969)
- Президент Франсуа Міттеран (1984, 1988)
- Президент Жак Ширак (2000)
- Президент Ніколя Саркозі (2008)
- Президент Франсуа Олланд (2016)

Візити Президента та Прем'єр-міністра (Taoiseach) з Ірландії до Франції
- Президент Патрик Гіллері (1985, 1986, 1988)
- Президент Мері Робінсон (1996)
- Президент Мері Макеліс (2005)
- Президент Майкл Д. Гіґґінс (2014, 2015)
- Taoiseach Енда Кенні (2015)
- Taoiseach Лео Варадкар (2017)

## Двосторонні відносини
Франція та Ірландія підписали численні двосторонні угоди, такі як Торгівельна угода (1959 р.), Угода про уникнення подвійного оподаткування та запобігання фіскальним ухиленням щодо податків на доходи (1968), Угода про міжнародний автомобільний вантажний транспорт (1976 р.), Угода про створення у Франції запасів сирої нафти та/або готових нафтопродуктів від імені підприємств, створених в Ірландії (1985 р.) та Угода про взаємне зберігання запасів сирої нафти та/або нафтопродуктів (2015 р.).

## Торгівля
У 2015 році товарообіг між Францією та Ірландією становив 8,9 млрд євро. Основний експорт Франції до Ірландії включає хімічну та фармацевтичну продукцію. Основний експорт Ірландії до Франції — це фармацевтична продукція. У 2015 році французькі інвестиції в Ірландію становили 17 мільярдів євро, враховуючи те, що в Ірландії працюють 350 французьких компаній. Ірландські інвестиції у Францію склали 5 мільярдів євро, враховуючи 200 ірландських компаній, які працюють у Франції, що зробило Францію для Ірландії 9-м найбільшим напрямком іноземних інвестицій.

## Постійні дипломатичні представництва

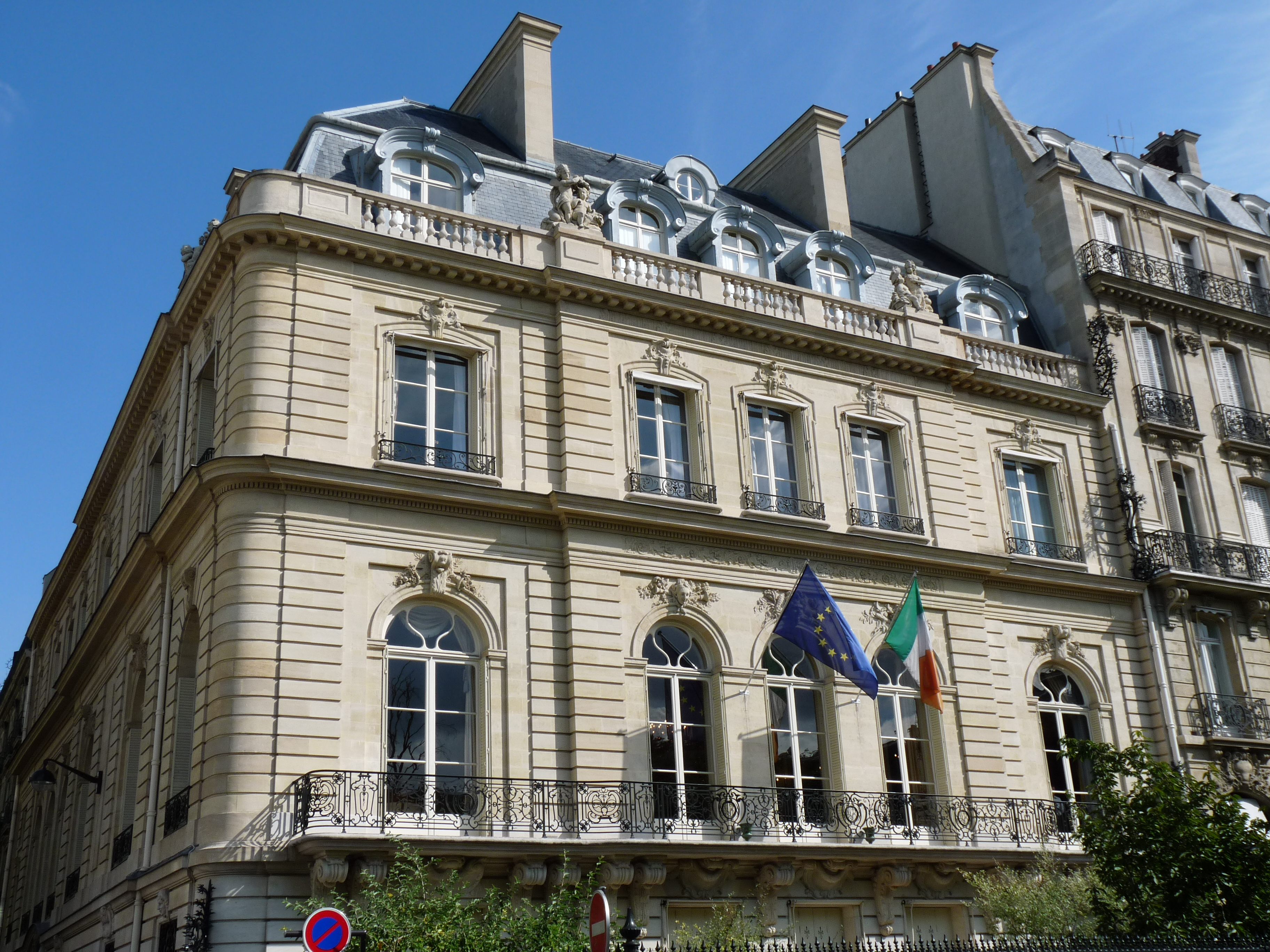
Посольство Ірландії в Парижі

- У Франції є посольство в Дубліні.[14]
- Ірландія має посольство в Парижі.[15]